# Otohydra vagans
Otohydra vagans is een hydroïdpoliep uit de familie Otohydridae. De poliep komt uit het geslacht Otohydra. Otohydra vagans werd in 1958 voor het eerst wetenschappelijk beschreven door Swedmark & Teissier. 